# Graptopeltus
Genre
Graptopeltus est un genre d'insectes du sous-ordre des hétéroptères (punaises) de la famille des Rhyparochromidae, sous-famille des Rhyparochrominae, et de la tribu des Rhyparochromini.

## Systématique
Le genre Graptopeltus a été décrit par l'entomologiste suédois Carl Stål en 1872.   

### Taxinomie
Liste des espèces
- Graptopeltus lynceus (Fabricius, 1775)
- Graptopeltus validus (Horváth, 1875)